# Tramway de Nordhausen
Le tramway de Nordhausen est le réseau de tramways de la ville de Nordhausen, exploité par la Stadtwerke Nordhausen, dans le Thuringe, en Allemagne. Ouvert le 25 août 1900, il compte actuellement 3 lignes (1-2-10), dont une en partie en mode tram-train. Toutes ces lignes desservent au total 32 arrêts. Les voies sont métriques, donc avec un écart de 1 000 mm, ce qui est une particularité de ce réseau.

## Historique

### Les 90 premières années

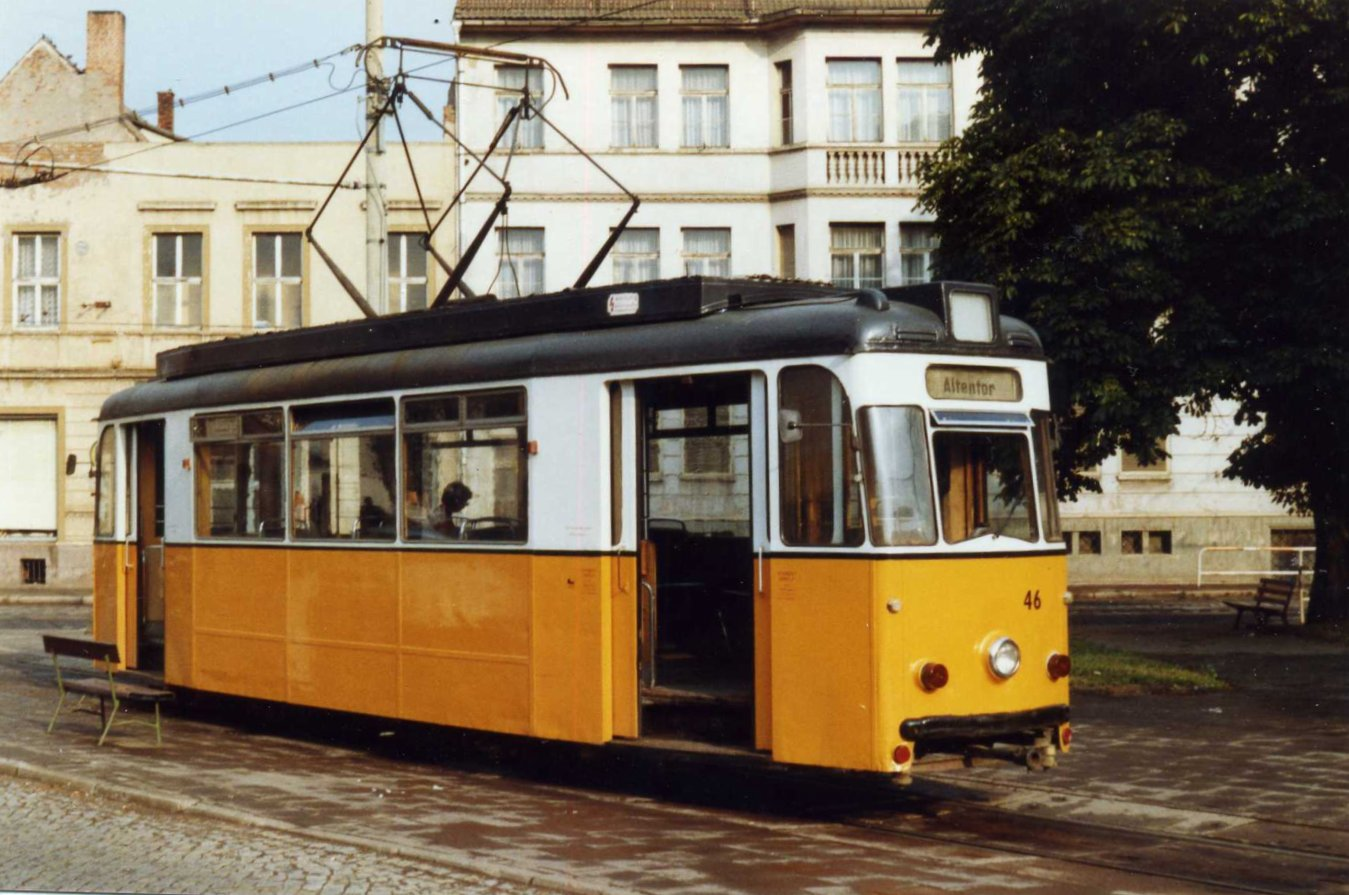
Rame Gotha en 1989

En 1889, la ville de Nordhausen, qui comptait à l'époque environ 36 000 habitants, conclu un accord avec l'AG de l'électricité (anciennement Schuckert & Co. à Nuremberg) pour la construction d'une centrale électrique et d'un réseau de tramway. Le 1er avril, la ville devient exploitant à part entière de la société gérante des futures lignes de tramways.
Le réseau de tramway a été ouvert le 25 août 1900, un réseau de 5,04 kilomètres. Une ligne conduit de la Gare à la Vieille Ville pour le marché des céréales et passe par le nouveau marché jusqu'à l'enceinte au Geiersberg (2,6 kilomètres). L'autre était une ligne d'anneau (2,3 km), qui à partir de la station qui était aussi le marché des céréales, puis passe à travers les rues étroites à Altentor et à partir de là par l'avenue Grimmel où la centrale des dépôts étaient, retour à la station de départ. 

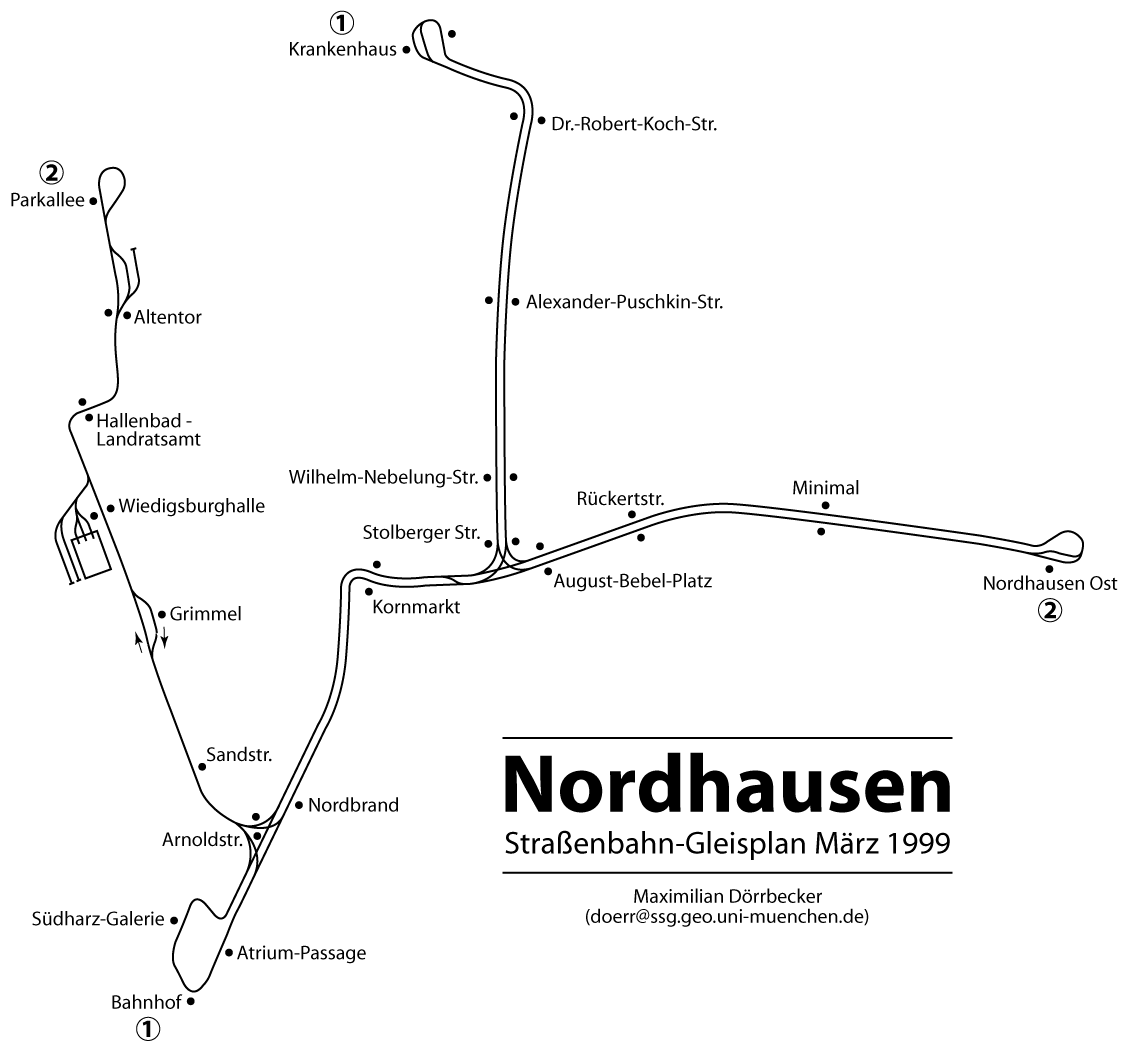
Plan des lignes en 1999

Après la Première Guerre mondiale, le réseau a vu les premières restrictions. Le 29 janvier 1922, le réseau supprime la ligne qui passe par la vieille ville et le marché du grain et Altentor; En 1927, la ligne de l'enceinte au Riemannstraße ferme. Ils abandonnent même la courte ligne de la route de Stolberg Riemannstraße le 8 juillet 1934. Jusqu'en 1945, le réseau composée d'une ligne rouge et une ligne verte. En 1900, selon les informations d'époque, 13 rames circulent sur le réseau, renforcée en 1934 par huit nouvelles rames.
Par raids aériens sur Nordhausen le 3 et 4 avril 1945, des systèmes électriques, lignes aériennes, matériel roulant et voies ferrées ont été détruits. Situé à seulement 900 mètres du bombardement, les lignes 1,2 et 10 sont restées intactes. La réouverture a eu lieu le 2 septembre 1945 après l'occupation de Nordhausen par l'Armée rouge pendant l'été 1945, le service de tramway est passé de "Société Municipal électrique Nordhausen" en 1949 à "Enterprise économique des municipalités de la ville Nordhausen" et en 1951 pour "VEBK Transports en commun de Nordhausen ". Malgré la forte destruction de la ville, le tram a été remis en service avec un réseau d'environ 4 kilomètres. Quelques améliorations mineures sont réalisées dans les années 1980 ; le 7 octobre 1981 la ligne 1 est prolongée de la Stolberger Straße de 800 mètres jusqu'à l'hôpital du district de Nordhausen et depuis le 21 décembre 1983 la ligne 2 a pour terminus Park Avenue à environ 700 mètres de Altentor, l'ancien terminus.

### Le développemement après la réunification
Avec la réunification de l'Allemagne en 1990 l'existence du tramway est discutée; mais il a été décidé que le tram reste. Dans les années suivantes, le réseau ferroviaire a été radicalement rénové et il a été acheté de nouvelles rames. Le 3 octobre 1993 , on a ajouté une nouvelle ligne, les 1,8 km mène de la place du théâtre dans la partie orientale de la ville.

#### Ligne 10 jusqu'à Ilfeld

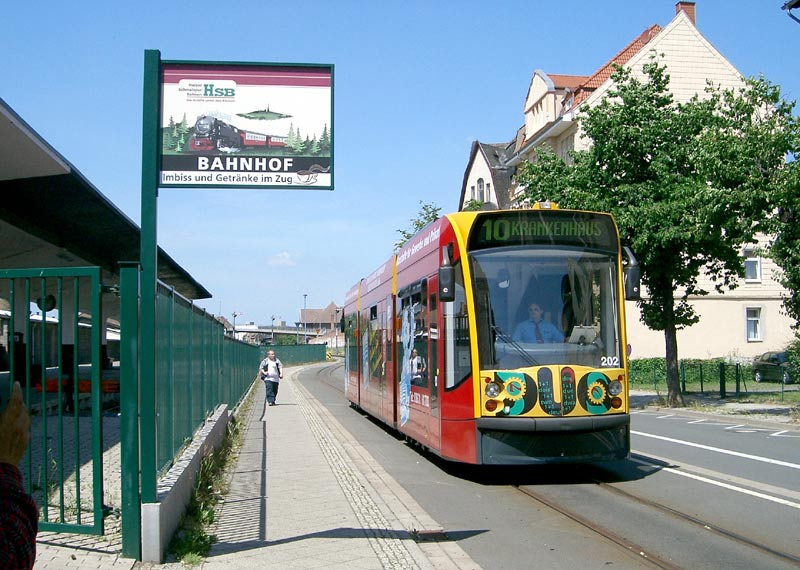
Rame Combino Duo

Après la réunification des efforts sont faits pour relier les deux réseaux ferroviaires du Tramway de Nordhausen et des chemins de fer du Harz à voie métriques (HSB). Cela ressemble donc au principe du tram-train. Ce fut facilement réalisable en raison de la coïncidence de l'écartement de voie (voie métrique). Au 100e anniversaire de HSB en septembre 1999, les chemins de fer et la société des tramways de Nordhausen ont signé un accord pour la réalisation de cette extension en 2004. En 2002, enfin, les travaux ont commencé, pour cette jonction.
Toutefois, la voie ne fut pas électrifiée, les véhicules neufs de la ligne 10 ont dû être équipés de moteurs hybrides. Pour les essais, ce furent des rames Twino hybrides, présentés le 3 juin 2000. La Stadtwerke s'est procuré trois rames du type Combino Duo, dans la ville de Nordhausen, elles circulent avec l'alimentation par caténaire, mais une fois sur la nouvelle voie, elles roulent avec un moteur Diesel. La spécificité de ces rames leur en valent une reconnaissance mondiale, ce système est maintenant connu sous le nom de modèle Nordhäuser.
Les tramways de la ligne 10 circulent depuis de Südharz-Klinikum jusqu'à Ilfeld-Neander, ce sur 11,4 kilomètres. Maintenant, la plupart des trains venant des chemins de fer à voie étroite du Harz ont leur terminus situé à l'arrêt de tramway, sur la place de la Gare de Nordhausen.

## Réseau actuel

### Aperçu général

Plan schématique du réseau actuel

| Ligne | Trajet                                                                                         | Stations | Longueur | Fréquence                                         |
| ----- | ---------------------------------------------------------------------------------------------- | -------- | -------- | ------------------------------------------------- |
| 1     | Krankenhaus – Rathaus/Kornmarkt – Bahnhofsplatz                                                | 11       | 3,2 km   | - Lu.-Ve.: 10 min - Sa.-Di., jours fériés: 20 min |
| 2     | Parkallee – Landratsamt – Rathaus/Kornmarkt – Nordhausen -Ost                                  | 13       | 4,6 km   | - Lu.-Ve: 10 min - Sa.-Di., jours fériés: 20 min  |
| 10    | Krankenhaus – Rathaus/Kornmarkt – Bahnhofsplatz – Niedersachswerfen Ost – Ilfeld Neanderklinik | 22       | 14,6 km  | - Lu.-Ve: 60 min - Sa.-Di., jours fériés: 120 min |

### Ligne 1

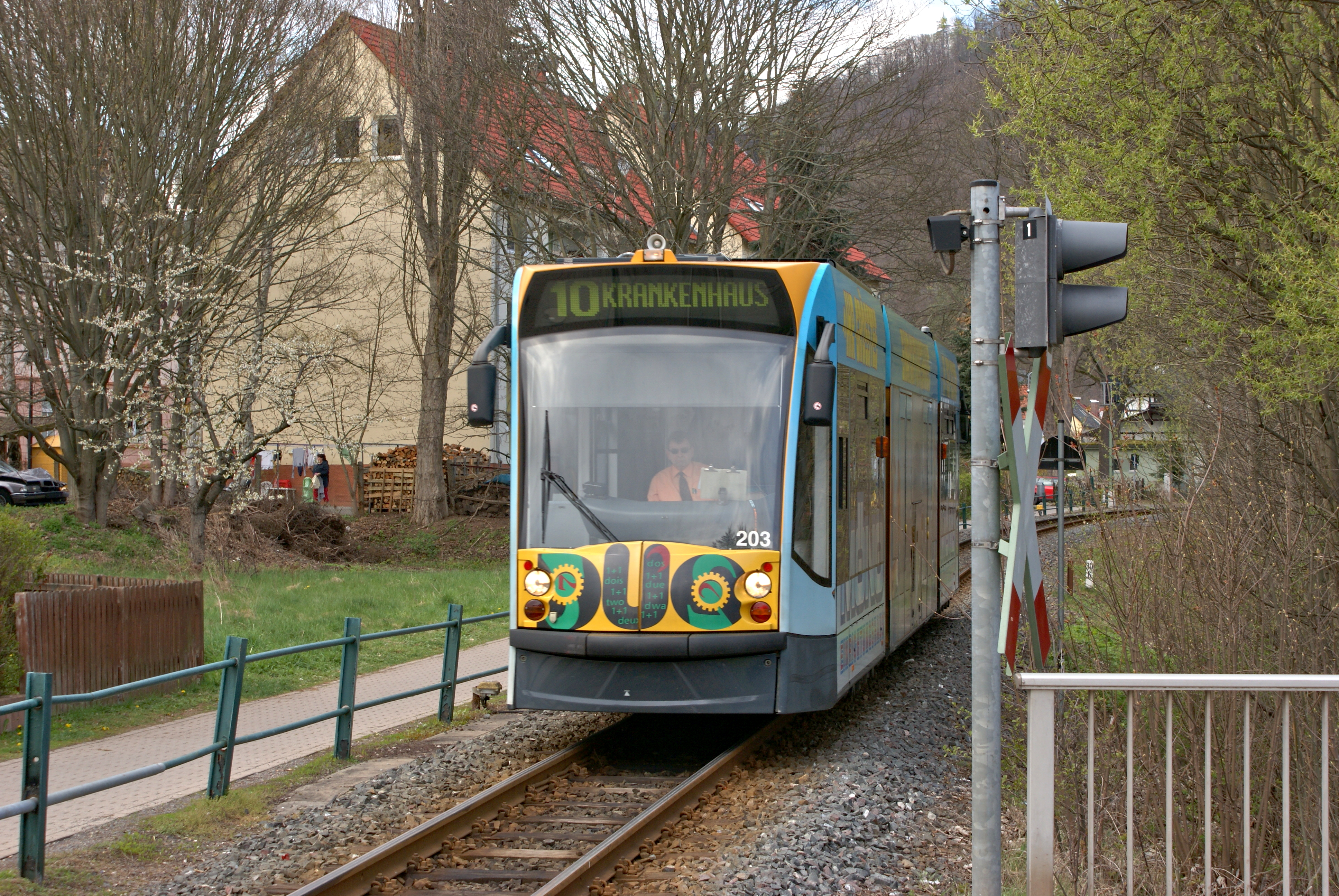
Rame hybride Combino Duo sur la ligne 10 / 1

La ligne 1 mesure 3,2 kilomètres et dessert 11 stations. Elle a une fréquence de 10 minutes en semaine et 20 minutes le week-end. La ligne ne possède pas beaucoup de site propre et est souvent encastrée dans la chaussée du fait de son ancienneté, les sites propres s'étant développés dans les années 2000. Sa particularité est de posséder une boucle au niveau de la place de la Gare, ce qui fait que deux arrêts sont unidirectionnels: Atrium Passage et Südharz-Galerie. Elle possède à son terminus nord une boucle de retournement, et à son sud une grande boucle qui lui permet de se retourner. La ligne est prolongée à l'est par la ligne 10.
|  |   |  | Stations              | Correspondances                       | Communes   | Coordonnées                  |
|  | - |  | --------------------- | ------------------------------------- | ---------- | ---------------------------- |
|  | ■ |  | Bahnhofs Platz        | 10 A B C E F G K 20 21 23 25 26 27 29 | Nordhausen | 51° 29′ 38″ N, 10° 47′ 22″ E |
|  | ↑ |  | Südharz-Galerie       | 10 A F                                | Nordhausen | 51° 29′ 43″ N, 10° 47′ 22″ E |
|  | ↓ |  | Atrium-Passage        | 10                                    | Nordhausen | 51° 29′ 41″ N, 10° 47′ 26″ E |
|  | • |  | Nordbrand             | 2 10 A F                              | Nordhausen | 51° 29′ 51″ N, 10° 47′ 33″ E |
|  | • |  | Rathaus/Konmarkt      | 2 10 F                                | Nordhausen | 51° 30′ 08″ N, 10° 47′ 41″ E |
|  | • |  | Theater Platz         | 2 10 A F                              | Nordhausen | 51° 30′ 10″ N, 10° 47′ 52″ E |
|  | • |  | Stolberger Straße     | 10                                    | Nordhausen | 51° 30′ 14″ N, 10° 48′ 02″ E |
|  | • |  | W. Nebelung Straße    | 10                                    | Nordhausen | 51° 30′ 18″ N, 10° 48′ 03″ E |
|  | • |  | A. Puschkin Straße    | 10                                    | Nordhausen | 51° 30′ 32″ N, 10° 48′ 05″ E |
|  | • |  | Dr Robert Koch Straße | 10                                    | Nordhausen | 51° 30′ 51″ N, 10° 48′ 07″ E |
|  | ■ |  | Südharz Klinikum      | 10 E                                  | Nordhausen | 51° 30′ 55″ N, 10° 47′ 54″ E |

### Ligne 2
Cette ligne mesure 4,6 kilomètres, et dessert 13 stations. Elle possède une fréquence semblable à la ligne 1, c'est-à-dire 10 minutes en semaine et 20 le week-end. La 

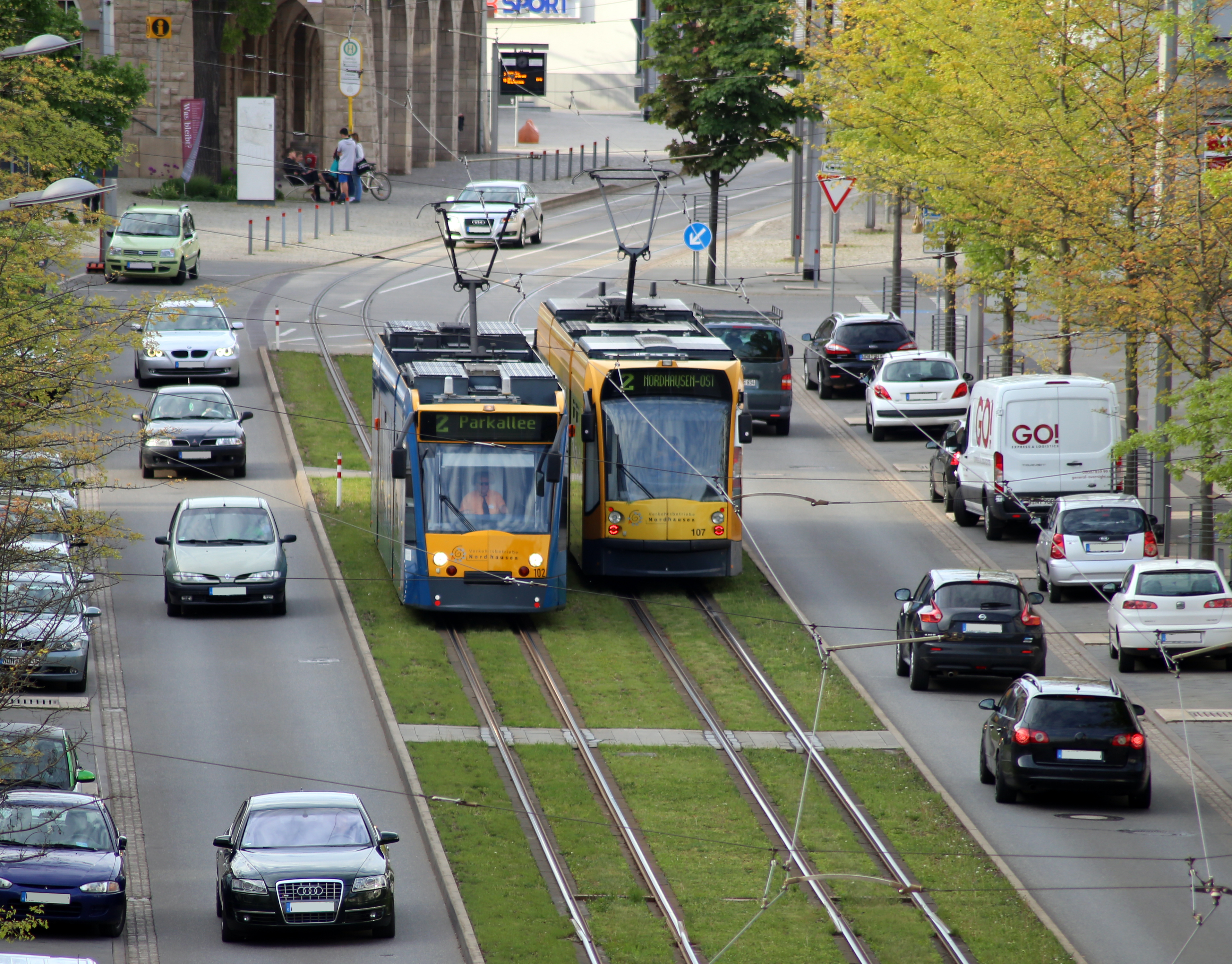
Rames Combino sur la ligne 2

ligne possède bien plus de sites propres que la ligne 1, dû en grande partie au fait qu'elle a été construite après elle. Elle possède à ses deux terminus une boucle de retournement. Les rames ne diffèrent pas de la ligne 1.
|  |   |  | Stations               | Correspondances | Communes   | Coordonnées                  |
|  | - |  | ---------------------- | --------------- | ---------- | ---------------------------- |
|  | ■ |  | Parkallee              | Parc relais     | Nordhausen | 51° 30′ 42″ N, 10° 47′ 08″ E |
|  | • |  | Am Alten Tor           | E G 23          | Nordhausen | 51° 30′ 36″ N, 10° 47′ 10″ E |
|  | • |  | Landratsamt / Badehaus |                 | Nordhausen | 51° 30′ 25″ N, 10° 47′ 08″ E |
|  | • |  | Wiedgsburghalle        |                 | Nordhausen | 51° 30′ 16″ N, 10° 47′ 08″ E |
|  | • |  | Grimmel                |                 | Nordhausen | 51° 30′ 07″ N, 10° 47′ 13″ E |
|  | • |  | Auf dem Sand           |                 | Nordhausen | 51° 29′ 55″ N, 10° 47′ 20″ E |
|  | • |  | Nordbrand              | 1 10            | Nordhausen | 51° 29′ 51″ N, 10° 47′ 33″ E |
|  | • |  | Rathaus / Kornmarkt    | 1 10            | Nordhausen | 51° 30′ 08″ N, 10° 47′ 41″ E |
|  | • |  | Theaterplatz           | 1 10            | Nordhausen | 51° 30′ 10″ N, 10° 47′ 52″ E |
|  | • |  | August-Bebel Platz     | A F             | Nordhausen | 51° 30′ 11″ N, 10° 48′ 07″ E |
|  | • |  | Rückert Straße         | F               | Nordhausen | 51° 30′ 13″ N, 10° 48′ 16″ E |
|  | • |  | Am Förstemannpark      |                 | Nordhausen | 51° 30′ 14″ N, 10° 48′ 54″ E |
|  | ■ |  | Nordhausen - Ost       | Parc relais     | Nordhausen | 51° 30′ 11″ N, 10° 49′ 11″ E |

### Ligne 10

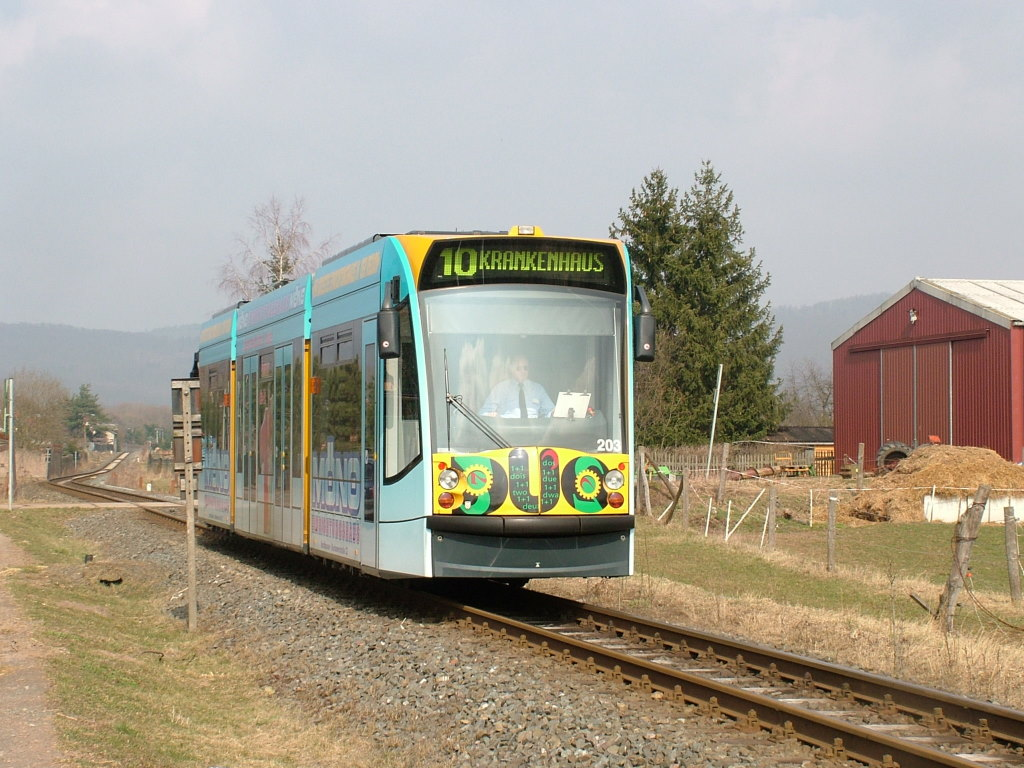
Rame hybride Combino Duo sur la ligne 10

Cette ligne mesure 14,6 kilomètres, et dessert 22 stations. Elle a une fréquence de 60 minutes en semaine et 120 minutes le week-end. La ligne est divisée en deux, à l'est, elle suit la ligne 1 de son terminus jusqu'à la place de la Gare, tandis qu'à l'ouest, la ligne passe en mode tram-train, elle emprunte un site propre sur toute la longueur entre la Gare et son terminus, Ilfeld-Neanderklinik. Le matériel roulant est spécifique, les rames sont hybrides.
|  |   |  | Stations                         | Correspondances                      | Communes   | Coordonnées                  |
|  | - |  | -------------------------------- | ------------------------------------ | ---------- | ---------------------------- |
|  | ■ |  | Ilfeld-Neanderklinik             |                                      | Harztor    | 51° 35′ 08″ N, 10° 47′ 14″ E |
|  | • |  | Ilfeld-Bahnof                    | 23                                   | Harztor    | 51° 34′ 44″ N, 10° 47′ 23″ E |
|  | • |  | Ilfeld-Schreiberwiese            |                                      | Harztor    | 51° 34′ 24″ N, 10° 47′ 13″ E |
|  | • |  | Niedersachwerfen-Ilfelder Straße |                                      | Harztor    | 51° 33′ 38″ N, 10° 46′ 12″ E |
|  | • |  | Niedersachwerfen-Ost             | 23 24                                | Harztor    | 51° 33′ 00″ N, 10° 46′ 08″ E |
|  | • |  | Niedersachwerfen-Herkules Markt  |                                      | Harztor    | 51° 32′ 32″ N, 10° 46′ 07″ E |
|  | • |  | Nordhausen-Krimderode            |                                      | Nordhausen | 51° 31′ 59″ N, 10° 46′ 22″ E |
|  | • |  | Nordhausen-Schurzfell            | E                                    | Nordhausen | 51° 31′ 22″ N, 10° 46′ 34″ E |
|  | • |  | Nordhausen-Ricarda-Huch Straße   |                                      | Nordhausen | 51° 30′ 53″ N, 10° 46′ 51″ E |
|  | • |  | Nordhausen-Altentor              |                                      | Nordhausen | 51° 30′ 28″ N, 10° 46′ 43″ E |
|  | • |  | Nordhausen-Hesseröder Straße     |                                      | Nordhausen | 51° 30′ 10″ N, 10° 46′ 38″ E |
|  | • |  | Bahnhofs Platz                   | 1 A B C E F G K 20 21 23 25 26 27 29 | Nordhausen | 51° 29′ 38″ N, 10° 47′ 22″ E |
|  | ↑ |  | Südharz -Galerie                 | 1 A F                                | Nordhausen | 51° 29′ 43″ N, 10° 47′ 22″ E |
|  | ↓ |  | Atrium Passage                   | 1                                    | Nordhausen | 51° 29′ 41″ N, 10° 47′ 26″ E |
|  | • |  | Nordbrand                        | 1 2 A F                              | Nordhausen | 51° 29′ 51″ N, 10° 47′ 33″ E |
|  | • |  | Rathaus/Konmarkt                 | 1 2 F                                | Nordhausen | 51° 30′ 08″ N, 10° 47′ 41″ E |
|  | • |  | Theater Platz                    | 1 2 A F                              | Nordhausen | 51° 30′ 10″ N, 10° 47′ 52″ E |
|  | • |  | Stolberger Straße                | 1                                    | Nordhausen | 51° 30′ 14″ N, 10° 48′ 02″ E |
|  | • |  | W. Nebelung Straße               | 1                                    | Nordhausen | 51° 30′ 18″ N, 10° 48′ 03″ E |
|  | • |  | A. Puschkin Straße               | 1                                    | Nordhausen | 51° 30′ 32″ N, 10° 48′ 05″ E |
|  | • |  | Dr Robert Koch Straße            | 1                                    | Nordhausen | 51° 30′ 51″ N, 10° 48′ 07″ E |
|  | ■ |  | Südharz Klinikum                 | 1 E                                  | Nordhausen | 51° 30′ 55″ N, 10° 47′ 54″ E |

## Matériel roulant

### Parc actuel
Depuis 2000, douze rames au total ont été achetées, de type Combino de Siemens. Depuis 2012, il n'y a plus que ces modèles en circulation. Six de ces rames sont des rames unidirectionnelles (101-104, 108-109), trois sont des rames bidirectionnelles (105-107) et les trois dernières sont également des rames bidirectionnelles, mais de type Combino Duo, avec un moteur hybride pour la nouvelle ligne 10.
- Combino (rames unidirectionnelles) 101 + 102 (Siemens Dusseldorf, 2000)
- Combino (rames unidirectionnelles) 103 + 104 (Siemens Krefeld, 2002)
- Combino (rames bidirectionnelles) 105 + 106 + 107 (Siemens Krefeld, 2002)
- Combino (rames unidirectionnelles) 108 + 109 (Siemens Krefeld 2011)
- Combino Duo (rames bidirectionnelles) 201 + 202 + 203 (Siemens Krefeld, 2004)

### Autorails historiques
Il existe deux wagons historiques:
- Autorail historique 23 (Wismar, 1934)
- Autorail historique 40 (Gotha, 1959 – 1969)

### Les anciennes rames
Au début des années 1990, la compagnie avait rachetée des rames GT4 Gelenkwagen des réseaux de Stuttgart et Fribourg. Il y avait encore récemment quatre de ces modèles en circulation:
- GT 4 (transport joint-moteur) 79 (Stuttgart, 1959)
- GT 4 (transport joint-moteur) 80 (Stuttgart, 1962)
- GT 4 (transport joint-moteur) 81 (Stuttgart, 1964)
- GT 4 (voiture bi-directionnelle commune) 94 (Fribourg, 1965)

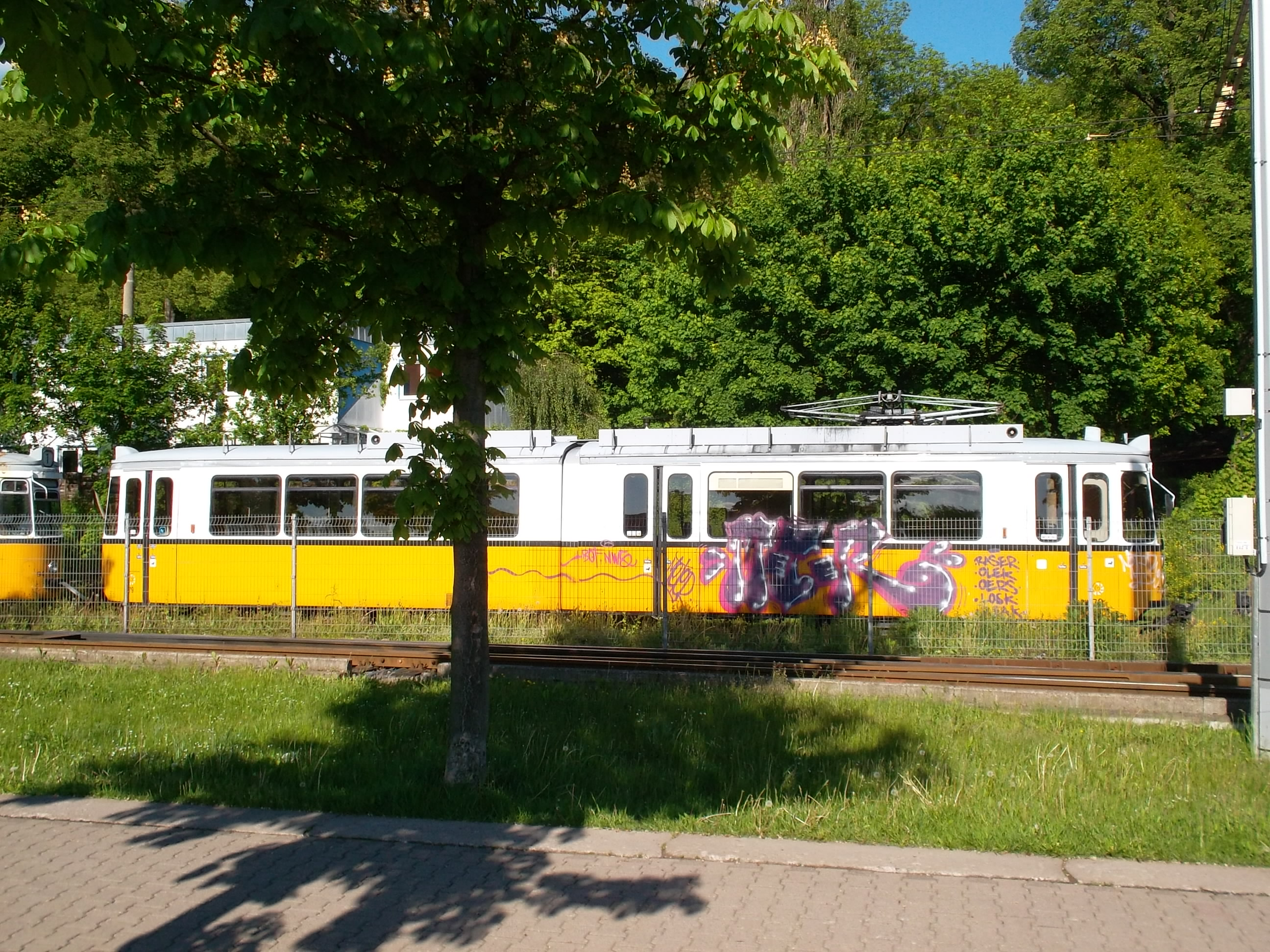
Ancienne rame no 79
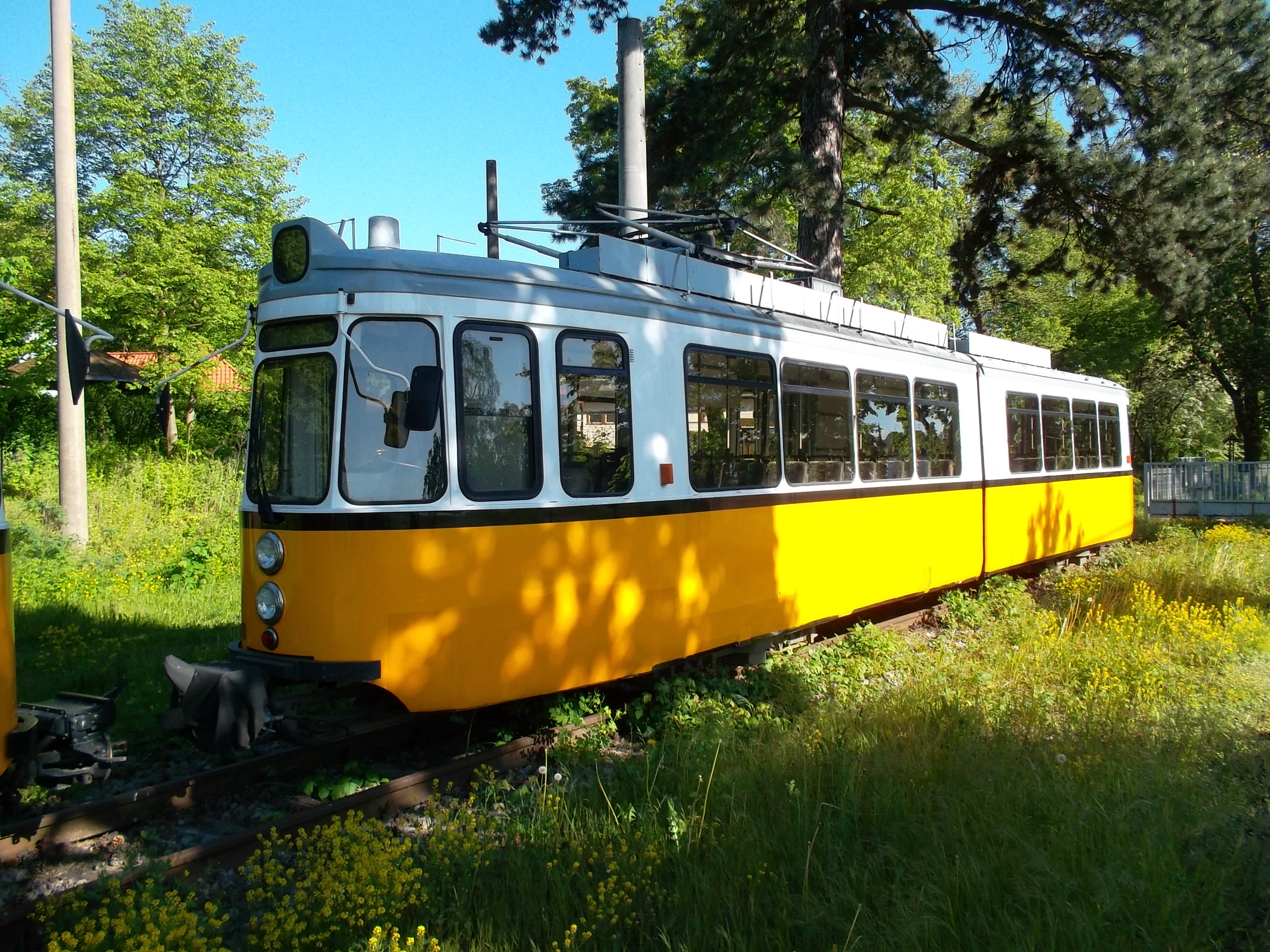
Ancienne rame no 80
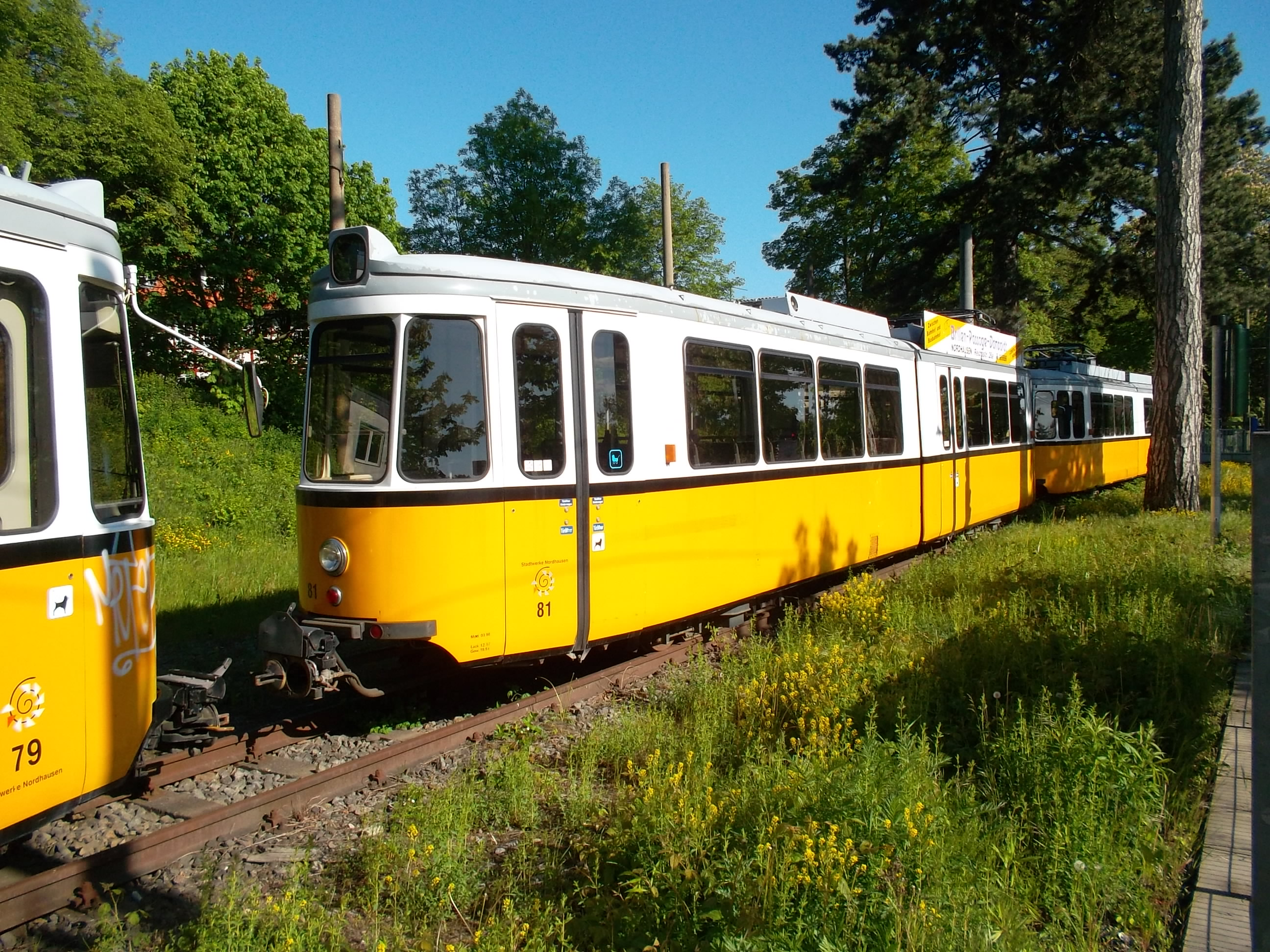
Ancienne rame no 81
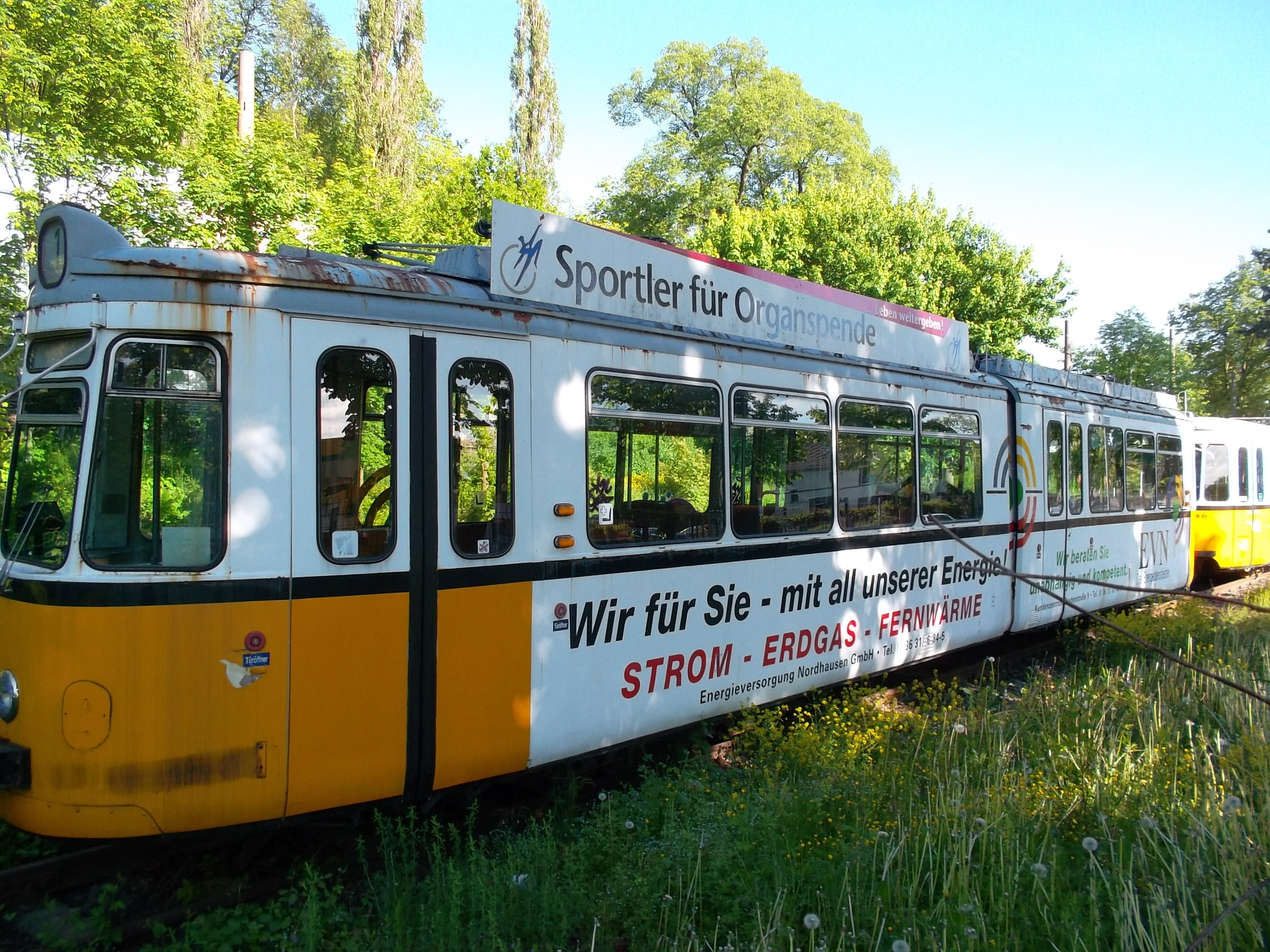
Ancienne rame no 94
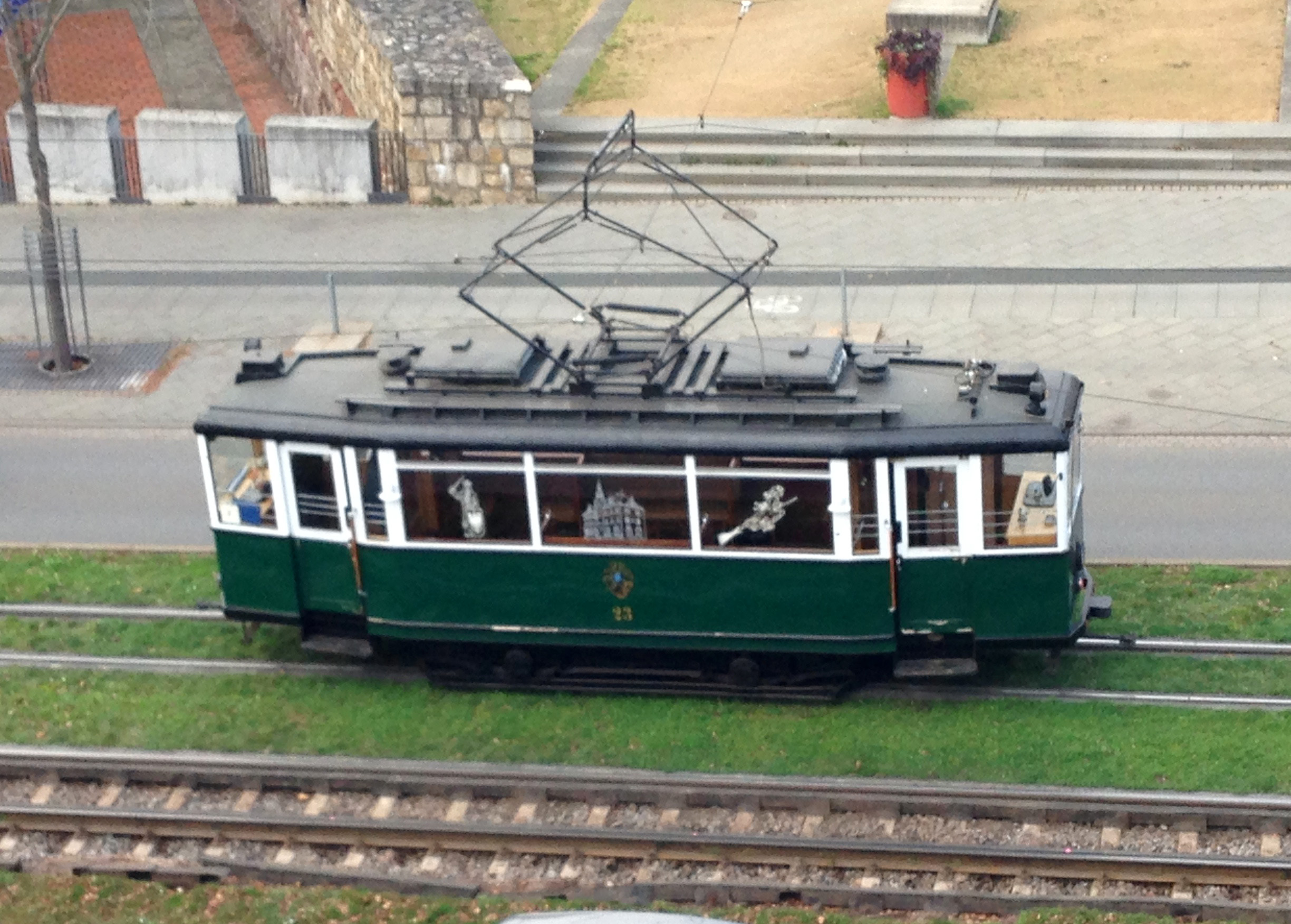
Rame historique "Gotha"

## Littérature
- Ekkehard Grimm, Paul Lauerwald, Arndt Forberger: Cent ans de tram à Nordhausen. 1900 – 2000. Neukirchner, Nordhausen 2000,  (ISBN 3-929767-40-6). (en allemand)